# Ilgezeem
SIA Ilgezeem, более известное под торговой маркой Iļģuciema kvass (Ильгюциемский квас) — латвийское предприятие по производству кваса, расположенное в Риге. Производит семь сортов кваса на основе ржаного и ячменного солода.

## Название
Название «Ilgezeem» предприятие получило в конце XIX века — по немецкому варианту названия рижского микрорайона Ильгюциемс, где оно расположено. В последующем сменило ряд других наименований; историческое название было восстановлено 8 ноября 2007 года.

## История
Предприятие было основано в 1863 году как пивоварня. В то время в Риге пивоварение бурно развивалось, пиво считалось национальным напитком. В начальном периоде развития компания «Iļģuciema kvass» производила солод как для своих нужд, так и для выпуска «пильзенского» пива на других пивоварнях.
В период 1915—1916 годов бо́льшая часть пивоварен была повреждена, а некоторые оказались полностью уничтожены. Ещё больший урон предприятию нанесла Вторая мировая война.
В послевоенные годы предприятие было восстановлено. Наращивалось производство пива и безалкогольных напитков, повышалась производительность труда, разрабатывались и внедрялись новые сорта пива — такие, как «Iļģuciema tumšais»(«Ильгюциемское темное»), «Дижалус», а также получившие широкое признание у населения новые виды безалкогольных напитков на хлебном сырье — «Veselība» («Здоровье») и «Солодовый напиток».